# Oligarki
Oligarki (fra græsk ὀλιγαρχία oligarkhía "fåmandsvælde", af ὀλίγος olígos "få" og αρχία arkhía "styre") er en styreform, hvor den politiske magt er samlet på et lille antal mennesker, uden at den øvrige befolkning har mulighed for at kontrollere de styrende. Oligarki kaldes også for fåmandsvælde. Et medlem af et oligarki kaldes en oligark.
Aristoteles brugte ordet og betragtede det som en styreform, hvor få personer styrede for at fremme deres egne interesser uden hensyn til det fælles bedste.
Oligarki kan blandt andet vokse frem som følge af organisationers bureaukratiske struktur, mens demokratiske strukturer med korte valgperioder omvendt kan forhindre oligarkier i at opstå.

## Rusland og Ukraine
Efter Sovjetunionens sammenbrud er der i flere af efterfølgerstaterne (nok mest kendt i Rusland) opstået en klasse af oligarker, der er blevet rige på privatiseringen af stats- og kollektivvirksomheder, og som flere steder har udnyttet deres økonomiske magt i den politiske sfære.

### Rusland
Under præsident Boris Jeltsin i 1990'erne spillede de russsiske oligarker en central rolle i landet. Under efterfølgeren Vladimir Putin er oligarkernes (forstået som en gruppe af rige forretningsfolk) indflydelse blevet mindre. Mens nogle af dem har holdt sig gode venner med Putin, er andre blevet fængslet eller tvunget i eksil.

### Ukraine
Også i Ukraine blev en gruppe af oligarker en politisk magtfaktor i 1990'erne. De kontrollerede massemedier og nøgleindustrivirksomheder. Ukrainsk politik har modsat Ruslands været præget af hyppige magtskifter mellem forskellige politiske lejre, og de ukrainske oligarker har støttet forskellige lejre og sommetider skiftet side. Under Viktor Janukovytsj spillede oligarkerne Rinat Akhmetov og Dmytro Firtasj en vigtig rolle. Efterfølgende har Ihor Kolomojskyj været en førende oligark. Petro Porosjenko har også været regnet som en (omend mindre) oligark, inden han blev præsident for Ukraine i 2014. Også den prorussiske partileder Viktor Medvedtjuk betegnes som en oligark på grund af sit ejerskab til store ukrainske virksomheder.

## USA
Også i USA udtrykkes der bekymring for, at landet er ved at udvikle sig i en oligarkisk retning. Under præsidentvalget i USA 2024 advarede professor Jeffrey Winters fra Northwestern University, der forsker i oligarki og sammenhængen mellem rigdom og politisk magt i USA, om, at donorsystemet ved valgkampe i USA havde udviklet sig til et oligarki, idet valget blev domineret af store donationer fra nogle få meget rige personer til begge de to partiers præsidentkandidater. Økonomiprofessor ved Columbia University og nobelprismodtager Joseph Stiglitz udtalte på lignende vis i januar 2025, at USA som følge af en kraftig koncentration af økonomisk magt havde fået et oligarki, som var mere magtfuldt end det russiske oligarki.
Den amerikanske præsident Joe Biden sagde i sin afskedstale i januar 2025, da han afsluttede sin præsidentperiode, at han mente, at "et oligarki [er] ved at tage form i USA med ekstrem rigdom, magt og indflydelse, som reelt truer hele vores demokrati, vores grundlæggende rettigheder og vores frihed".

## Andre lande
I et land som Ungarn er næsten alle de regionale dagblade i landet ejet af regeringsvenlige oligarker.